# Danièle Ricard
Danièle Ricard est une milliardaire française, qui a été présidente du conseil d'administration de la société Pernod Ricard ainsi que présidente de la société Paul Ricard.

## Biographie
Fille de Paul Ricard, elle vit un moment avec le matador vénézuélien César Girón, qui décède en 1971, et dont elle a trois enfants, Myrna, César et Patricia Giron Ricard .
Elle rentre dans la société familiale en 1967. Elle y sera successivement attachée de direction, membre du comité de direction, présidente-directrice-générale de la société Paul Ricard (1997-2004), puis présidente du directoire, et enfin président du conseil d'administration de Pernod-Ricard à la suite du décès de son frère Patrick Ricard en 2012. Avec le concours du vice-président-directeur-général Pierre Pringuet, elle prépare son neveu Alexandre Ricard pour qu'il assure la succession de Pierre Pringuet, ce qui a effectivement lieu en janvier 2015.

## Fortune
En 2020, Challenges la classe 14e fortune et 2e femme la plus riche de France avec 6 milliards d'euros.